# Изкопаемо гориво
Изкопаемо гориво е вид гориво, образувано при трансформацията на фосилизирани останки на мъртви растения и животни под въздействието на повишена температура и налягане под земната повърхност. Възрастта на тези организми обикновено е милиони години, като в някои случаи надхвърля 650 милиона години.
Характерно за изкопаемите горива е високото съдържание на въглерод и въглеводороди. Включват разнородни материали: от газове с ниско съотношение на въглерод към водород като метана, през течния нефт, до твърди материали, съставени от почти чист въглерод, като антрацита. Метанът може да се намери самостоятелно във въглеводородните полета, свързани с петрола, или под формата на метанов хидрат. Изкопаемите горива са се формирали от вкаменените останки на мъртви растения в резултат на действието на топлината и налягането в земната кора в продължение на милиони години. Биогенната теория за произхода на изкопаемите горива е въведена за първи път от Георг Агрикола през 1556 г. и по-късно през XVIII век е подкрепена от Михаил Ломоносов.
По оценки на американската Служба за енергийна информация, през 2007 година изкопаемите горива са източник на 86,4% от потребяваната енергия в света (нефт - 36,0%, каменни въглища - 27,4% и природен газ - 23,0%). През 2006 г. енергията, добита от други източници, различни от изкопаемите горива, е както следва: хидроенергия - 6,3%, ядрена - 8,5% и друг вид (геотермална, слънчева, енергия на приливите и отливите, вятърна, дървесна, енергия, добита от изгарянето на битовите отпадъци) около 0,9%. Ръстът на световното потребление на енергия възлиза на около 2,3% годишно.
Изкопаемите горива са източник на невъзобновяема енергия поради факта, че темпът на изразходване на натрупаните ресурси е значително по-голям от скоростта им на образуване. Производството и употребата на изкопаеми горива пораждат екологични проблеми. От края на XX век човечеството насочва действията си към създаване на възобновяеми източници на енергия, за да отговори на увеличените си енергийни нужди.
Изгарянето на изкопаеми горива произвежда около 21,3 милиарда тона въглероден диоксид (CO2) годишно, но е изчислено, че природните процеси могат да абсорбират около половината от това количество. Така се получава нетно увеличение на изхвърления в атмосферата въглероден диоксид от 10,65 милиарда тона годишно. Въглеродният диоксид е един от парниковите газове, които допринасят за глобалното затопляне. Това води до повишаване на температурите на Земята и е причина за отрицателните ефекти от промяната на климата.

## Произход
Нефтът и природният газ са се формирали от анаеробното разлагане на останки от организми, включително фитопланктон и зоопланктон, които са населявали дъното на водните басейни в големи количества при безкислородни условия, преди милиони години. През следващи геоложки времена, тази органична материя се смесва с кал и бива погребана под тежките пластове на утайката. В резултат на повишаването на топлината и налягането, причинени от органичната материя възникват химични промени. Първоначално се получава восъкоподобен материал, известен като кероген, който се намира в нефтените шисти, а по-късно под действието на топлината се превръща в течни и газообразни въглеводороди. Процесът на превръщането им е известен като катагенеза.
Съществува широка гама от органични или въглеводородни съединения в дадена горивна смес. Специфична смес от въглеводороди, дава на горивото характерни му свойства, като например температура на кипене, температура на топене, плътност, вискозитет и т.н. Някои горива като природния газ, например съдържат газови компоненти с много ниска температура на кипене. Други горива като бензин или дизелово гориво, съдържат компоненти с много по-висока точка на кипене.
Сухоземните растения от друга страна, са склонни да образуват каменни въглища и метан. Много от въглищните полета днес датират от периода карбон. Сухоземните растения образуват кероген тип III, който е източник на природен газ.

## Значение
Изкопаемите горива са от голямо значение поради факта, че те горят (процес на окисляване до въглероден двуокис и вода), при което се отделя ценна енергия. Използването на въглища като гориво датира от дълбока древност. Използвани са в пещите за топене на желязна руда. Полутвърдите изкопаеми горива също са използвани като източник на енергия в древността, въпреки че са били предпочитани предимно за хидроизолация и балсамиране.
Търговската експлоатация на петрола, до голяма степен започва след като е установено, че може да служи като заместител на ползваните мазнини от животински произход (по-специално на китовата мас), при горенето в лампите за осветление през 19 век.
Природният газ дълго време е смятан за вторичен продукт при добива на петрол и е изгарян в атмосферата. Днес обаче се смята за ценен източник на енергия.
Тежкият суров петрол, който е много по-вискозен от конвенционалния суров петрол, и катранените пясъци, от които се добива битум днес стават все по-важни източници на изкопаеми горива. Нефтените шисти и други подобни материали на седиментни скали, съдържащи кероген и сложна смес от високомолекулни органични съединения, които се отделят при добива на суров петрол стават все по-ценни за употреба с търговска цел. Тези горива могат да се използват при двигатели с вътрешно горене, топлоелектрически централи и други.